# Мюлкюдере
Мюлкюдере (азерб. Mülküdərə) — село у Ходжавендському районі Азербайджану. Село підпорядковується сільській раді сусіднього села Аракел.
20 жовтня 2020 було звільнено військами Азербайджану під час нового етапу війни в Нагірному Карабасі.

## Пам'ятки
В селі розташована церква 18 століття та цвинтар 18-20 століть.